# Torsåkers församling, Strängnäs stift
Torsåkers församling var en församling i Strängnäs stift och i Nyköpings kommun i Södermanlands län. Församlingen uppgick 1980 i Lästringe församling men utbröts därur 1992 och överfördes till Frustuna församling i den nybildade Gnesta kommun.

## Administrativ historik
Församlingen har medeltida ursprung.
Församlingen var från 1550 till 15 juni 1593 annexförsamling i pastoratet Sättersta, Torsåker och Lästringe för att därefter till 1946 vara moderförsamling i pastoratet Torsåker och Lästringe. Församlingen var från 1946 till 1976 annexförsamling i pastoratet Lästringe, Torsåker, Sättersta och Bogsta och från 1976 till 1980 annexförsamling i pastoratet Frustuna-Kattnäs, Lästringe, Torsåker, Sättersta och Bogsta. År 1980 uppgick i församlingen i Lästringe församling men bröts ut ur denna 1992 och överfördes till Frustuna församling i den nybildade Gnesta kommun.

## Kyrkor
- Torsåkers kyrka